# Liste jüdischer Friedhöfe in Dänemark
Die Liste der jüdischen Friedhöfe in Dänemark gibt einen Überblick zu jüdischen Friedhöfen (dänisch jødisk kirkegård oder mosaisk begravelsesplads) in Dänemark. Die Liste erhebt keinen Anspruch auf Vollständigkeit.
| Name                              | Ort                        | Bild           | Weitere Informationen |
| --------------------------------- | -------------------------- | -------------- | --------------------- |
| Jüdischer Friedhof (Aalborg)      | Aalborg (Lage)             |                |                       |
| Jüdischer Friedhof (Aarhus)       | Aarhus                     |                |                       |
| Jüdischer Friedhof (Assens)       | Assens (Fünen) (Lage)      |                |                       |
| Jüdischer Friedhof (Faaborg)      | Faaborg                    |                |                       |
| Jüdischer Friedhof (Fredericia)   | Fredericia (Lage)          |                | Fotosammlung          |
| Jüdischer Friedhof (Horsens)      | Horsens (Lage)             |                |                       |
| Jüdischer Nordfriedhof Kopenhagen | Kopenhagen-Nørrebro (Lage) | weitere Bilder |                       |
| Jüdischer Westfriedhof Kopenhagen | Kopenhagen (Lage)          | weitere Bilder |                       |
| Jüdischer Friedhof (Nakskov)      | Nakskov                    |                |                       |
| Jüdischer Friedhof (Odense)       | Odense (Lage)              |                |                       |
| Jüdischer Friedhof (Randers)      | Randers (Lage)             |                | Fotosammlung          |
| Jüdischer Friedhof (Slagelse)     | Slagelse                   |                |                       |